# Horacio Castillo

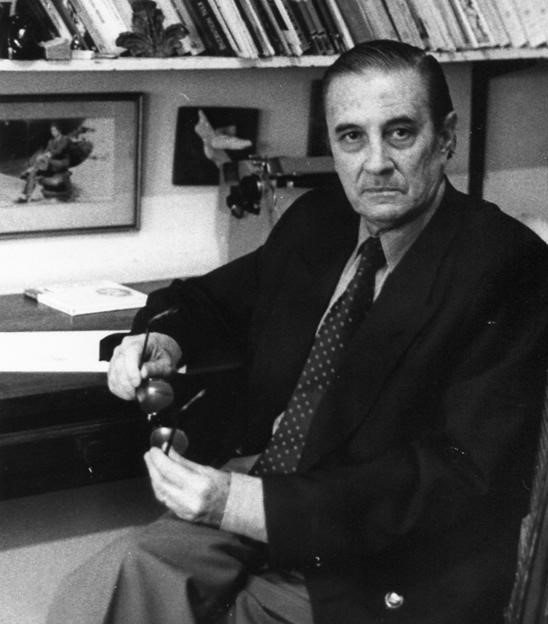
Horacio Castillo

Horacio Castillo (Ensenada, Provincia de Buenos Aires, 28 de mayo de 1934 – La Plata, 5 de julio de 2010) fue un escritor, poeta, ensayista y abogado argentino. Estudió en el Colegio Nacional Rafael Hernández y se recibió de Abogado en la Universidad Nacional de La Plata. Fue también miembro de número de la Academia Argentina de Letras y correspondiente de la Real Academia Española.Se dedicó a la traducción de poesía griega, siendo miembro honorario del Instituto Griego de Buenos Aires.  Perteneció a la Société des Amis de Nikos Kazantzakis, con sede en Ginebra, Suiza.  

## Obra
Su obra fue traducida a varios idiomas, como el francés, inglés, portugués e italiano.
- Descripción (poesía), 1971.
- Materia acre (poesía), 1974.
- Tuerto rey (poesía), 1982.
- Alaska (poesía), 1993.
- Poesía Griega Moderna , 1997.
- Los gatos de la Acrópolis (poesía), 1998.
- La casa del ahorcado (reúne su obra poética de 1974-1999) , 1999.
- Ricardo Rojas, 1999.
- Cendra (poesía), 2000.
- Darío y Rojas: una relación fraternal, 2002.
- Música de la víctima y otros poemas (poesía), 2003.
- Mandala (poesía), 2005.
- Por un poco más de luz (reúne su obra poética de 1974-2005), 2005.
- Sarmiento poeta, 2007.
- Mitografías (recolección de poemas con acercamientos y homenaje creativo de autores), 2009.
- Anotaciones de Horacio Castillo a su poesía y otras notas amigas (obra póstuma), 2012.
- Obra reunida, Horacio Castillo (obra póstuma), 2020.

## Premios y reconocimientos
- 1972 - Premio de la Subsecretaría de Cultura de la Nación.
- 1978 - Premio Nacional (Región Buenos Aires).
- 1983 - Premio Consagración, de la Sociedad de Escritores de la Provincia de Buenos Aires.
- 1987 - Primer Premio de la Asociación Amigos de Casa Ricardo Rojas.
- 1988 - Primer Premio Fondo Nacional de las Artes por traducción literaria (compartido con Nina Anghelidis).
- 1990 - Ciudadano ilustre de Ensenada.
- 1994 - Premio Konex de poesía, Diploma al Mérito.
- 1995 - Premio Municipal de Cultura (Municipalidad de La Plata).
- 2001 - Ciudadano ilustre de La Plata.
- 2022 - Día del Escritor Ensenadense: 28 de mayo (Reconocimiento póstumo).